# جشنواره ملی گردو
جشنواره ملی گردو نخستین بار در شهریور ماه ۱۳۹۰ در شهرستان بافت برگزار شد. ایجاد نمایشگاه واجرای برنامه‌های شاد با حضور هنرمندان ملی و پخش زنده از شبکه‌های ملی از برنامه‌های این جشنواره بود. قریب به ۲۰٫۰۰۰ نفر از استان‌های مختلف کشور از جشنواره ملی گردوی بافت دیدن کردند. این جشنواره همچنین در شهر هایی از جمله سهرورد اجرا می شود.در این جشنواره گردو به عنوان نماد شهر بافت انتخاب شد. این جشنواره قرار است هرساله در شهریور ماه برگزار شود.